# Burg Birseck
Die unter Kulturgüterschutz stehende Burgruine Schloss Birseck mit KGS-Nr. 01384, auch Ruine Birseck oder Schloss Birseck, befindet sich in der Schweizer Gemeinde Arlesheim im Kanton Basel-Landschaft.

## Lage
Die Ruine der Spornburg liegt südöstlich, oberhalb des Ortes auf einem felsigen Bergsporn, wo sie die Eremitage überragt. Sie ist ein markantes Wahrzeichen von Arlesheim und von weither sichtbar. Heute sind die Burg Birseck und die Eremitage leicht mit dem Tram zu erreichen (Linie 10, Station Arlesheim Dorf).
Die Burg Birseck wird untere oder auch vordere Burg genannt und ist eine von vier Burgen, die sich in nord-südlicher Richtung entlang dem Hang der Birsebene, dem Birseck, erstrecken. Die obere Birseckburg (castrum birseke superior) ist als Burg Reichenstein bekannt, und von der hinteren und der mittleren Burg (castrum medium) sind nur noch stark zerfallene Ruinen mit Mauerresten eines Rundturmes erhalten geblieben.
Auf der West-, Süd-, Nordwest- und Südostseite ist die Burg Birseck durch steiles, felsiges Gelände geschützt. In diesem Gelände befindet sich auch der grösste Englische Landschaftsgarten der Schweiz, die Eremitage. Der Zugang zur Burg erfolgte ursprünglich von Nordosten her, ist heute aber auch durch die Eremitage möglich.

### Älteste Bestattung der Schweiz
In der Höhle Birseck-Ermitage wurde die älteste neolithische Bestattung der Schweiz gefunden. Zwischen 5400 und 5000 v. Chr. wurde hier ein 30- bis 40-jähriger Mann in Rückenlage mit angezogenen Extremitäten bestattet. Die aufgeschichteten Steine zu seinen Füssen sind wohl als Rest einer Grabeinfassung zu deuten. Das Grab enthielt zwar keine Beigaben; die angezogenen Extremitäten des Toten aber erinnern an die Befunde auf den großen bandkeramischen Gräberfeldern in Mitteleuropas, wozu die Datierung passt.

## Anlage
Die Burganlage der vorderen Burg Birseck besteht aus einer Kernburg, die eine Ruine ist, sowie einer schwach befestigten Vorburg, die noch heute einen Gutsbetrieb mit Wohnhaus und genutzten Ökonomiegebäuden beherbergt. Zur Trennung von Kern- und Vorburg wurde ein Graben in den Fels geschrotet, der von einer Zugbrücke überspannt wurde. Das Ganze ist umgeben von einer unregelmässig gezogenen Ringmauer, die in Tornähe einen kleinen Turm aufweist.
Nachdem im Jahre 2000 der nördliche Teil der Umfassungsmauer teilweise einstürzte und weitere Teile der Anlage einsturzgefährdet waren, wurden im gleichen Jahr erste Sanierungsarbeiten durchgeführt. Eine zweite Sanierungsphase folgte 2005, bei der auch eine archäologische Bauanalyse durchgeführt wurde.
Die Burg gehört der Stiftung Ermitage Arlesheim und Schloss Birseck. 
2006 wurde die Stiftung Ermitage Arlesheim und Schloss Birseck zum Erhalt der Ermitage mit dem Schulthess Gartenpreis des Schweizer Heimatschutzes ausgezeichnet.
Seit dem Jahr 2007 ist das Schloss Birseck wieder für Besucher zugänglich.

## Geschichte

### Erbauung

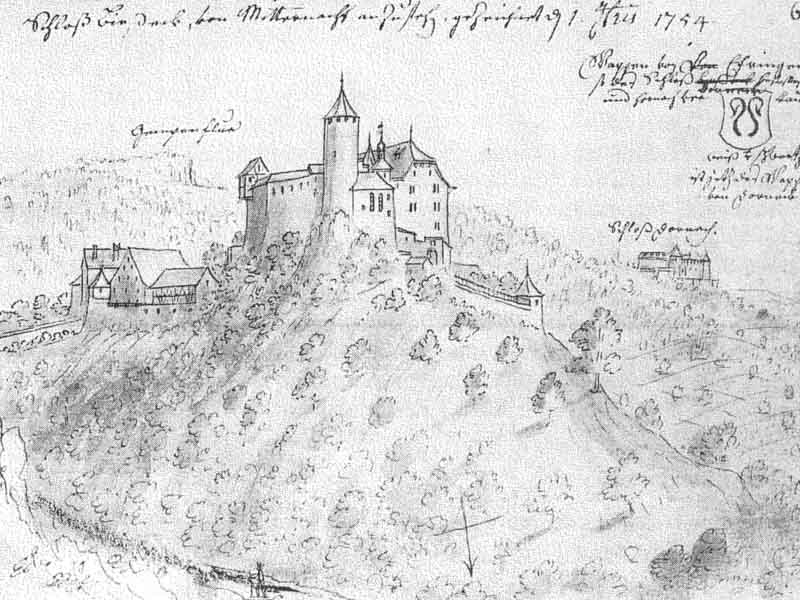
Burg Birseck (1754) gezeichnet von Emanuel Büchel

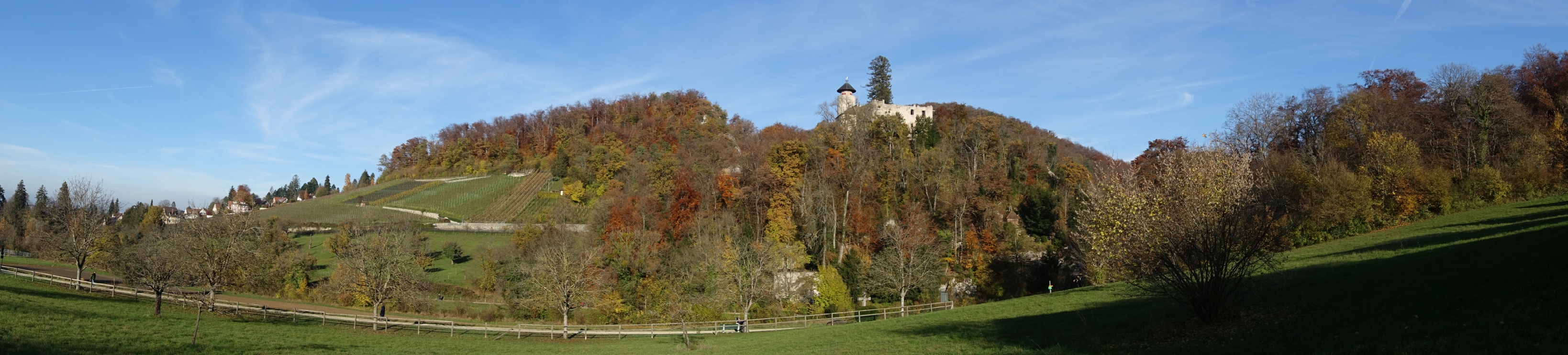
Burg Birseck

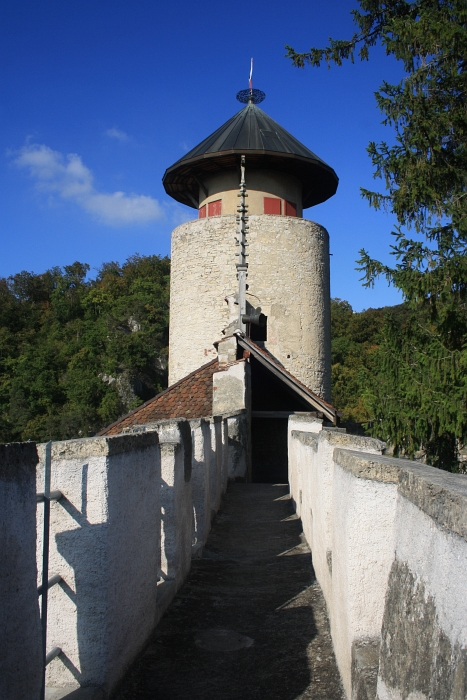
Burg Birseck, Wehrgang

Die Ursprünge der Burgen gehen vermutlich auf die Grafen von Frohburg zurück, die nach der Mitte des 12. Jahrhunderts eine Expansion in den südlichen Sisgau anstrebten. Als Gegenmassnahme kaufte der Bischof Lüthold von Basel 1239 den Burghügel vom Kloster Niedermünster. Im Laufe der Auseinandersetzung baute der Bischof 1243/44 die heutige Burg Birseck. Bei vielen im ältesten, erhaltenen Mauerwerk entdeckten Steinen, konnten deutliche Brandspuren entdeckt werden. Diese lassen den Verdacht aufkommen, dass es einen Vorgängerbau gegeben hatte, der dann aber beim Bau 1243/44 komplett ersetzt wurde (unter Wiederverwendung der brauchbaren Steine). Die Gründe für den Brand (warmer Abbruch, Unfall, Folge der Auseinandersetzung) sind unbekannt.
Erst 1245 verzichtete Ludwig von Frohburg auf die Burg Birseck – und ebenso auf die benachbarte Burg Reichenstein. Sie wurde darauf von den Bischöfen zeitweilig als Residenz genutzt, und im Jahr 1270 lud der Bischof Heinrich von Neuenburg sogar den Papst auf die Burg ein. Beim Basler Erdbeben von 1356 erlitt die Burg diverse Schäden: Mehrere Risse im heutigen Mauerwerk sind möglicherweise darauf zurückzuführen. Die nach diesem Zeitpunkt in der Bausubstanz erkennbaren, wiederverwendeten, brandgeröteten Kalksteine, deuten darauf hin, dass – eventuell als Folge des Bebens – ein Brand grossen Schaden angerichtet hatte. Da die Wichtigkeit der Anlage abgenommen hatte und das Geld der Bischöfe knapp wurde, verpfändeten sie die Burg 1373 an die Herren von Ramstein. 1435 erfolgte die Lösung des Pfandes, und die Burg wurde darauf von den bischöflichen Vögten genutzt. Im 15. (zinnenbekrönte Obergeschosse) und 17. Jahrhundert (grössere Toranlage, Aufstockung des Wohntraktes, Bau der Kapelle) wurde die Burg weiter ausgebaut und diente während der Gegenreformation dem Bischof Christoph Blarer um 1600 zeitweise als Aufenthaltsort. Mitte des 18. Jahrhunderts ersetzte eine steinerne Brücke die sicher wartungsintensive Zugbrücke.

### Zerfall
Im 18. Jahrhundert wurde die Burg schlecht unterhalten und konnte schliesslich nicht mehr als repräsentativer, herrschaftlicher Sitz genutzt werden. Daher verlegte Karl von Andlau 1763 seinen Landvogtsitz von der Burg hinunter ins Dorf. Allerdings geht der Betrieb auf dem Gutshof im kleineren Massstab weiter, wie die 2005 entdeckte Jahreszahl 1776 über einem Durchgang aufzeigt. Während der Französischen Revolution wurden im Jahr 1793 einige Teile des benachbarten englischen Gartens, der Ermitage und Gebäude der Burg von betrunkenen Bauern in Brand gesteckt beziehungsweise zerstört. Im Jahr 1794 wurden die Ruinen Birseck als Nationalgut versteigert und als Steinbruch ausgebeutet.
1808 erwarben Conrad von Andlau, der Sohn Karls von Andlau, und Domherr Heinrich von Ligerz die Ruine. Turm und Kapelle wurden in dem damals herrschenden verklärten neogotischen Stil wieder in Stand gesetzt und präsentieren sich daher heute nicht mehr authentisch. Im weiteren Verlauf der damaligen Restaurierungsarbeiten wurden dann auch der Rittersaal und Zinnenkränze errichtet.

## Literatur

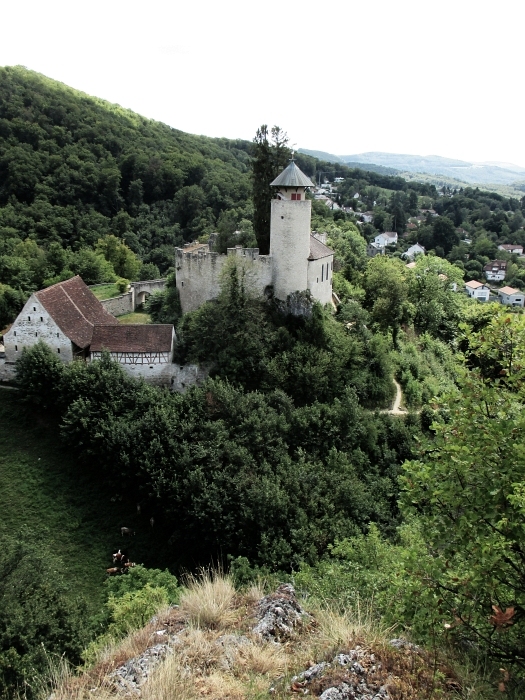
Burg Birseck
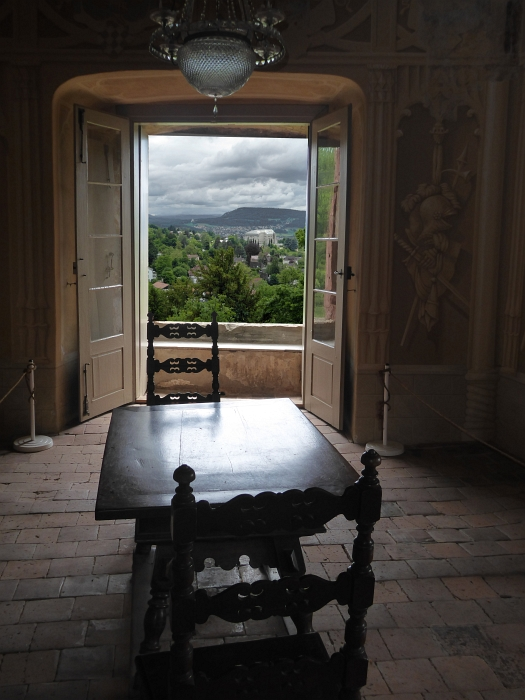
Burg Birseck, Ritterraum, Blick zu Goetheanum
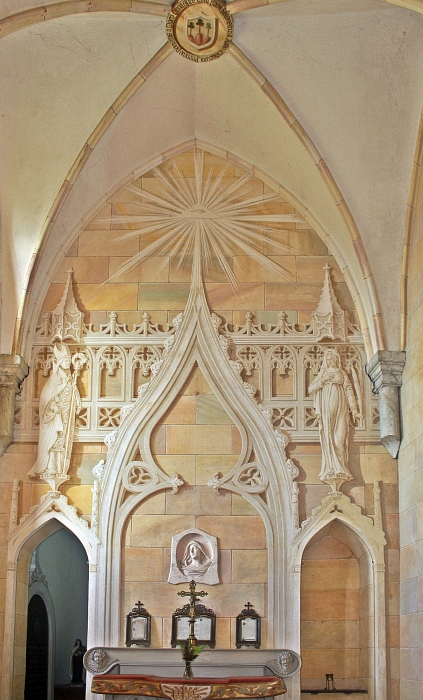
Burg Kapelle